# 태안 송씨
태안 송씨(泰安宋氏)는 충청남도 태안군을 본관으로 하는 한국의 성씨이다. 시조는 고려의 송지의(宋之毅)이다.